# Salreu
Salreu est une paroisse civile portugaise (en portugais : freguesia) de la municipalité d'Estarreja dans le district d'Aveiro.

## Géographie
Salreu est arrosée par plusieurs affluents de la Ria d'Aveiro, en particulier le Rio Jardim qui marque la frontière sud de la paroisse avec Canelas e Fermelã et le Rio Antuã qui sert de frontière avec Beduído e Veiros au nord.

## Démographie
Lors du recensement de 2021, Salreu compte 3 673 habitants.